# Can Jep (Sant Joan les Fonts)
Can Jep és una obra de Sant Joan les Fonts (Garrotxa) inclosa a l'Inventari del Patrimoni Arquitectònic de Catalunya.

## Descripció
És una casa de planta rectangular formada per dos cossos i amb dos teulats, Va ser bastida amb pedra mal escairada barrejada amb pedra volcànica, fent excepció de les cantoneres. El primer cos (a tramuntana) disposa de baixos, pis i golfes. El segon cos té baixos, planta, pis i golfes-graners amb tres badius de punt rodó que miren a migdia. Davant la casa hi ha l'era i algunes edificacions complementàries. Al conjunt s'hi accedia per un portal fet de carreus ben tallats, construït possiblement a principis del segle xviii.